# Centeterus balearicus
Centeterus balearicus är en stekelart som först beskrevs av Joseph Kriechbaumer 1894.  Centeterus balearicus ingår i släktet Centeterus och familjen brokparasitsteklar. Inga underarter finns listade.